# あなたに恋をしてみました
「あなたに恋をしてみました」（あなたにこいをしてみました）は、chayの6枚目のシングル。2015年2月18日にワーナーミュージック・ジャパンから発売された。

## 概要
表題曲はまさにアメリカの60'sポップス調であり、70年代アイドル歌謡やニューミュージックらしさも加え、レトロで懐かしさを感じさせるものになっている。
この曲は、恋愛に対して斜に構えた男女を主人公にしたラブコメディドラマ『デート〜恋とはどんなものかしら〜』の主題歌として制作されたものであり、chay はドラマの台本を読み込み、自分のつたない恋愛経験を重ね合わせ、慣れないデートに緊張する純粋で不器用な恋心を詞に書き上げた。そして「60年代のテイストのレトロな感じで」というドラマ制作者側の依頼を踏まえて「当時を知っている方には懐かしく、同世代の方には新しいというもの」という方向性で制作が進められた。
作・編曲者の多保孝一がレコーディングのプロデューサーも務め、60'sポップスの雰囲気を再現するため様々な工夫が凝らされた。例えばアナログらしさを出すためSTUDER製のテープレコーダーを使う、アンプも当時のフェンダー製を用意しスプリング・リバーブを効かせてレトロ感を演出するなど。また、多保との共同管弦アレンジャーに森俊之を招き、6-4-2-2編成のストリングスと6管編成のブラスセクションという大所帯での録音を実践。徹底して昔の歌謡曲らしいサウンドにこだわった。ほかベース演奏に根岸孝旨、ハープ演奏に朝川朋之が参加している。歌入れは、chay によると「多保さんにご指導を受けながら、1000本ノックくらいの勢いでレコーディングした」という。
表題曲のミュージックビデオは、曲が60'sポップス調であることを踏まえて、1960年代のアメリカのテレビ番組風のスタジオで、chay が11人のビッグバンドを従えながらレトロなワンピース姿でギターの弾き語りをするという構成になっている。chay のギターは全面にスワロフスキーをあしらってキラキラ輝く意匠が施され、また衣装はもとより髪型も60年代風の外巻にするなど、随所に60年代を意識した演出が見られる。
表題曲は2015年7月時点で、配信売上は累計45万ダウンロード、YouTube のミュージックビデオ再生回数は現在1000万回を超える視聴数を記録。レコチョクのシングルチャートにて首位を獲得。その後もロングヒットを続け、2015年上半期ランキングで第4位にランクインした。
また、iTunes でも首位を記録し、10週連続トップ10入りするロングヒットとなった。テレビ朝日「SmaSTATION!!」の企画「結婚式でよく使われるウェディングソング・ベスト13」にて第12位にランクイン。有線の発表した「2015 年間USENヒットランキング」では第2位にランクインするなど、2015年を代表するヒット曲となった。
C/W の「Again」は EXILE の「THE MONSTER 〜Someday〜」を思わせるフックが効いた一曲。

## 収録曲
1. あなたに恋をしてみました
作詞：chay、いしわたり淳治 / 作曲・編曲：多保孝一 / ストリングスアレンジ・ブラスアレンジ：多保孝一[17]、森俊之
  - 杏主演 フジテレビ系月9ドラマ『デート〜恋とはどんなものかしら〜』主題歌
2. Again
作詞・作曲：chay / 編曲：深沼元昭
  - TBS系月曜ゴールデンスペシャルドラマ『全盲の僕が弁護士になった理由〜実話に基づく感動サスペンス!〜』エンディングテーマ
  - 学究社「進学塾ena」TV-CMソング
3. Love is lonely
作詞：chay、中村彼方 / 作曲・編曲：NAOKI-T
4. Let It Be (Acoustic Ver.)
作詞・作曲：John Lennon、Paul McCartney
通常盤のみ収録。ザ・ビートルズのカバー。

2,000個の初回限定盤は『CanCam』コラボレーションパッケージであり、ブックレット、chay デザインのリボン型ヘアゴム、アクセケースといった付録がついた。